# Ludwig Woltmann
Ne doit pas être confondu avec Karl Ludwig von Woltmann.
Le Dr Ludwig Woltmann, (1871-1907) est un anthropologue politique et théoricien racialiste allemand, inspiré par le marxisme à ses débuts.  Woltmann est connu pour ses essais fondamentaux, dont notamment sa revue Politisch-Anthropologische, qu'il crée en 1902. Il a développé une anthropologie politique tenant du darwinisme social ayant été reprise par les nazis. 

## Sa pensée
Avant tout, Woltmann était un ex-marxiste converti au darwinisme social ; la pensée de Woltmann se caractérise pour sa conception de l'Histoire étant relativement proche de celle d'Hegel, voire similaire. Woltmann se distingue également par ses thèses du Matérialisme historique. Selon lui, six aspects différents du matérialisme, qui doivent tous, être considérés comme des parties intégrantes du "marxisme comme vision du monde" : "Le marxisme, comme vision du monde" représente, dans ses traits généraux, le système le plus achevé du matérialisme. Il comprend :
1. Le matérialisme dialectique, qui examine les principes gnoséologiques généraux régissant les relations de l'être et de la pensée.
2. Le matérialisme philosophique, qui résout les problèmes de la relation entre l'esprit et la matière, dans le sens pratique de la science moderne.
3. Le matérialisme biologique de l'évolutionnisme naturaliste dérivé de Darwin.
4. Le matérialisme géographique; il montre que l'histoire culturelle de l'homme est sous la dépendance de la configuration géographique et du milieu physique où la société évolue.
5. Le matérialisme économique, qui met à jour l'influence des rapports économiques, des forces productives et de l'état de la technique sur le développement social et intellectuel. Il constitue, avec le matérialisme géographique, la conception matérialiste de l'histoire, au sens restreint.
6. Le matérialisme éthique, qui signifie la rupture radicale avec toutes les représentations religieuses de l'au-delà, et remplace dans la réalité terrestre toutes les fins et toutes les énergies de la vie et de l'histoire".

Si Woltmann a été l'un des plus notoires racialiste de l'époque, il fut aussi l'une des figures intellectuelle qui eut le plus d'influence sur Vacher de Lapouge concernant son œuvre ; on ne saurait omettre nombre des citations faites lors d’études à propos des travaux de ce dernier, et notamment celles sur l'histoire raciale du peuple français.
À propos de la mort de Woltmann, qui se noya en Méditerranée, Lapouge écrira dans Race et milieu social : "Toute cette belle puissance est perdue. Cette activité prodigieuse a pris brusquement fin, et Woltmann, le champion de l'aryanisme, qui ne connaissait point le repos, repose pour toujours sous le linceul de saphir de la Méditerranée, attraction éternelle et éternelle meurtrière de la race aryenne".

## Ses ouvrages
Dans l'un de ses principaux livres, Die Germanen in Frankreich (1907, Les Germains en France), Woltmann tente d'expliquer l'influence de l'élément racial germanique dans l'histoire et la culture de la France. Il examina dans deux autres livres le rôle de cette influence dans l'Histoire et la Culture de l'Espagne et l'Italie, ainsi que, dans un troisième, sur la Renaissance italienne.
Woltmann a été l'anthropologue clé des recherches anthropologiques de l'Ahnenerbe nazie en France, méconnues de tous depuis ce jour. Ses études en anthropologie historique ont notamment été leurs bases principales pour leurs recherches.
La majeure partie de ses travaux a influencé la politique raciale (pyramide des races) sous le Troisième Reich. 

## Œuvres
- 1898 : System des moralischen Bewußtseins, mit besonderer Darlegung der Verhältnisses der kritischen Philosophie zu Darwinismus und Socialismus, Lire en ligne.
- 1899 : Die Darwinsche Theorie und der Sozialismus. Ein Beitrag zur Naturgeschichte der menschlichen Gesellschaft
- 1900 : Der historische Materialismus. Darstellung und Kritik der marxistischen Weltanschauung, Lire en ligne.
- 1900 : Pilgerfahrt. Skizzen aus Palästina
- 1901 : Die Stellung der Sozialdemokratie zur Religion
- 1903 : Politische Anthropologie. Eine Untersuchung über den Einfluß der Descendenztheorie auf die Lehre von der politischen Entwicklung der Völker, Lire en ligne.
- 1903 : Sind die Goten in Italien untergangen ?
- 1904 : Rassenpsychologie und Culturgeschichte
- 1904 : Der physische Typus Immanuel Kants
- 1905 : Die Germanen und die Renaissance in Italien, Lire en ligne.
- 1905 : Marxismus und Rassentheorie
- 1905 : Neueste Literatur zur Rassentheorie
- 1906 : Zur Germanenfrage in der italienischen-Renaissance
- 1906 : Die Germanen in Spanien
- 1907 : Die Germanen in Frankreich. Eine Untersuchung über den Einfluß der germanischen Rasse auf die Geschichte und Kultur Frankreichs, Lire en ligne.
  - 1ère traduction française : Les Germains en France : L'influence de l'élément racial Germanique sur l'Histoire et la Culture de la France., DOXA Editions, 2008.  (ISBN 978-2-917749-01-2)
  - 2ème traduction française: Les Germains en France: L'influence de l'élément racial Germanique sur l'Histoire et la Culture de la France, éditions du Lore, 2022
- 1908 : Klemm und Gobineau
- Jugendgedichte, 1924